# Buglio in Monte
Buglio in Monte  ist eine Gemeinde in der Provinz Sondrio in der Lombardei, Italien. 

## Lage und Einwohner
Die Gemeinde Buglio in Monte liegt 18 Kilometer westlich von der Provinzhauptstadt Sondrio Nahe den Rätische Alpen. Zusammen mit der Fraktion Villapinta hat Buglio in Monte 2017 Einwohner (Stand 31. Dezember 2023) auf 27 km².  
Die Nachbargemeinden sind Ardenno, Berbenno di Valtellina, Chiesa in Valmalenco, Colorina, Forcola, Torre di Santa Maria und Val Masino.